# Harry Potter i les relíquies de la Mort (videojoc)
Harry Potter i les relíquies de la Mort és un videojoc basat en la setena pel·lícula de Harry Potter. El videojoc, com la pel·lícula, està dividit en duesparts. La primera part és posada a la venda al novembre de 2010 i la segona part a juny del 2011.

## Argument de la 1a part

### Carrer Privet i Casa Weasley
El videojoc, a diferència dels anteriors videojocs, comença amb l'escena en què Harry Potter ha de fugir de la casa del carrer Privet fins a El Cau, la llar de la família Weasley. A El Cau, l'única escena que es veu és el casament d'en Bill Weasley i la Fleur Delacour. A diferència de la pel·lícula, el testament d'Albus Dumbledore els l'entrega Arthur Weasley.

### Després de l'atac a El Cau
Després de l'atac a El Cau després de la caiguda del Ministeri de Magia, el trio protagonista fuig cap als carrers de Londres. Allí esbrinaran s'hi hi ha mortífag a prop de la zona i entraran en una pizzeria on seran atacs per dos motífags, un dels quals és el Antonin Dolohov.

### Casa dels Black
Després de la batalla, van a la casa Black on tindran que derrotar les doris. Seguidament, hauràs de buscar a Kreacher, l'elf domèstic de la família Black, per treure-li informació sobre un horricreu. Ell diu que el va robar en Mundungus Fletcher, i en Harry li diu que el vagui a buscar. Has de revisar la casa black i has d'anar en una habitació on hi ha un demèntor. L'elf domèstic et porta en Mundungus Fletcher, i també ve per ajuda en Dobby, l'elf domèstic de la família Malfoy. Mundungus els diu que l'horricreu el té Dolors Umbridge, actualment treballant al Ministeri de Magia.

### Entrada al Ministeri de Magia
Ron i Hermione han d'investigar com entrar al Ministeri de Magia, mentrestant en Harry ha de fer 3 missions per ajudar els muggles que volen ser eliminats per les forces malvades. Després de completar les missions, Ron i Hermione tornen a la Casa Black. Harry, Ron i Hermione hauran de segrestar 3 persones que treballen al Ministeri de Magia.

### Ministeri de Magia
Els tres protagonistes entren al Ministeri gràcies a la poció de la mutació. Harry haurà de buscar Umbridge per tot l'edifici per aconseguir l'horcrux. En arribar a la sala del Tribunals del Ministeri de Magia, Harry haurà de derrotar Umbridge i els mortífags. Després, has de fugir del Misteri fugint dels mortífags. Hermione fa que els tres apareguin en un bosc.

### Dean Thomas
Després d'aparetre en un bosc hauran de seguir en Dean Thomas, que es refugia de les forces malvades. El trio els seguirà fins a saber que passa al món màgic.